# Latoiola
Latoiola is een geslacht van vlinders van de familie slakrupsvlinders (Limacodidae).

## Soorten
- L. albipuncta (Holland, 1893)
- L. bifascia Janse, 1964
- L. pusilla (Aurivillius, 1900)
- L. viridifusca (Pinhey, 1968)